# Vrede van Vasvár

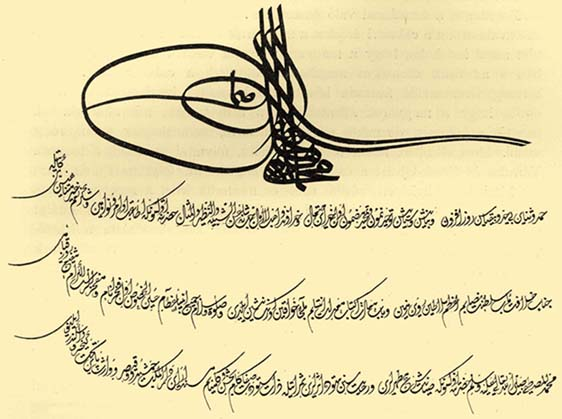
Deel van het verdrag in het Turks

De Vrede van Vasvár (Duits: Frieden von Eisenburg; Hongaars: Vasvári béke; Turks: Vasvar Antlaşması) was een vredesverdrag dat op 10 augustus 1664 werd gesloten tussen Oostenrijk en het Ottomaanse Rijk in de Hongaarse stad Vasvár. Na de ratificatie van het verdrag door keizer Leopold I en sultan Mehmet IV trad het verdrag op 27 september 1664 in werking. Het vredesverdrag beëindigde de in 1663 begonnen Oostenrijks-Turkse Oorlog. Twintig jaar later werd de vrede verbroken, toen grensincidenten leidden tot het Beleg van Wenen en de Grote Turkse Oorlog.